# San Vincenzo
San Vincenzo település Olaszországban, Toszkána régióban, Livorno megyében. Lakosainak száma 6447 fő (2023. január 1.). San Vincenzo Suvereto, Piombino, Campiglia Marittima és Castagneto Carducci községekkel határos.

## Népesség
A település lakossága az elmúlt években az alábbi módon változott:
| Lakosok száma | 6910 | 6827 | 6447 |
|               | 2017 | 2018 | 2023 |